# Weezer (album, 2008)
Albums de Weezer
Make Believe
(2005) Raditude
(2009)
Weezer ou The Red Album (l'album rouge) est le sixième album studio du groupe rock américain Weezer. Il paraîtra sur Geffen entre le 3 juin et le 16 juin 2008 selon les pays.

## Titre et pochette
Troisième album du groupe à être tout simplement intitulé Weezer, The Red Album doit son surnom à la couleur de sa pochette, suivant les exemples de « l'album bleu » et de « l'album vert » parus respectivement en 1994 et 2001.
À l'automne 2007 apparaît sur Internet le site www.albumsix.com, qui prétend que le sixième album de Weezer s'intitulera Tous ensemble et paraîtra le 22 avril 2008. Plusieurs sites de nouvelles musicales reprennent cette information,, qui s'avérera être un canular dont Weezer devra se dissocier sur son site officiel.
Révélée sur le site Spinner.com le 21 avril 2008,, la pochette de ce sixième album montre les quatre membres du groupe dans des tenues différentes. D'abord perçue par certains comme un nouveau canular, Weezer confirme qu'il s'agit bien là de la vraie pochette, qui sera tournée en dérision par Pitchfork, qui y voit un parallèle avec les tenues des membres de Village People. La journaliste Amy Phillips décrira comme suit Brian Bell, Patrick Wilson, Rivers Cuomo et Scott Shriner : le barman, le professeur, le cowboy et le motard.

## Titres
| No  | Titre                                                          | Auteur                      | Durée |
| --- | -------------------------------------------------------------- | --------------------------- | ----- |
| 1.  | Troublemaker                                                   | Rivers Cuomo                | 2:44  |
| 2.  | The Greatest Man That Ever Lived (Variations on a Shaker Hymn) | Rivers Cuomo                | 5:52  |
| 3.  | Pork and Beans                                                 | Rivers Cuomo                | 3:09  |
| 4.  | Heart Songs                                                    | Rivers Cuomo                | 4:06  |
| 5.  | Everybody Get Dangerous                                        | Rivers Cuomo                | 4:03  |
| 6.  | Dreamin                                                        | Rivers Cuomo                | 5:12  |
| 7.  | Thought I Knew                                                 | Brian Bell                  | 3:01  |
| 8.  | Cold Dark World                                                | Rivers Cuomo, Scott Shriner | 3:51  |
| 9.  | Automatic                                                      | Patrick Wilson              | 3:07  |
| 10. | The Angel and the One                                          | Rivers Cuomo                | 6:46  |